# Власихинская улица
Власихинская улица - улица  в Барнауле. Длина: 8158 метров. Проходит через два района: Железнодорожный и Индустриальный.
Начинается в ТОС Власихинском далее идёт мимо Власихинского кладбища до небольшого кольца у улицы Малахова, возле ТРЦ Волна. Далее идёт между кварталами 2001а и 2014, затем между кварталом 2002а и микрорайоном Лазурный, далее между кварталами 2003 и 2023, затем пересекается с улицей Попова. Далее идёт у квартала 2009, жилого комплекса Балтийская Крепость, квартала Времена Года и заканчивается на Павловском тракте. Также имеет ответвление у ТРЦ Волна, которое идёт у СНТ им. Мичурина и Мичуринцев, квартала 2014, СНТ Ракета и Фиалка, заканчивается у подъёмника для тюбинга.
По Власихинской улице от Улицы Малахова до Попова идёт трамвай, маршруты: 3, 7 и 10. По Власихинской улице идут маршруты автобусов: 10, 23, 51, 59, 65, 75, 80, 119.